# Comissão astronômica de 1858

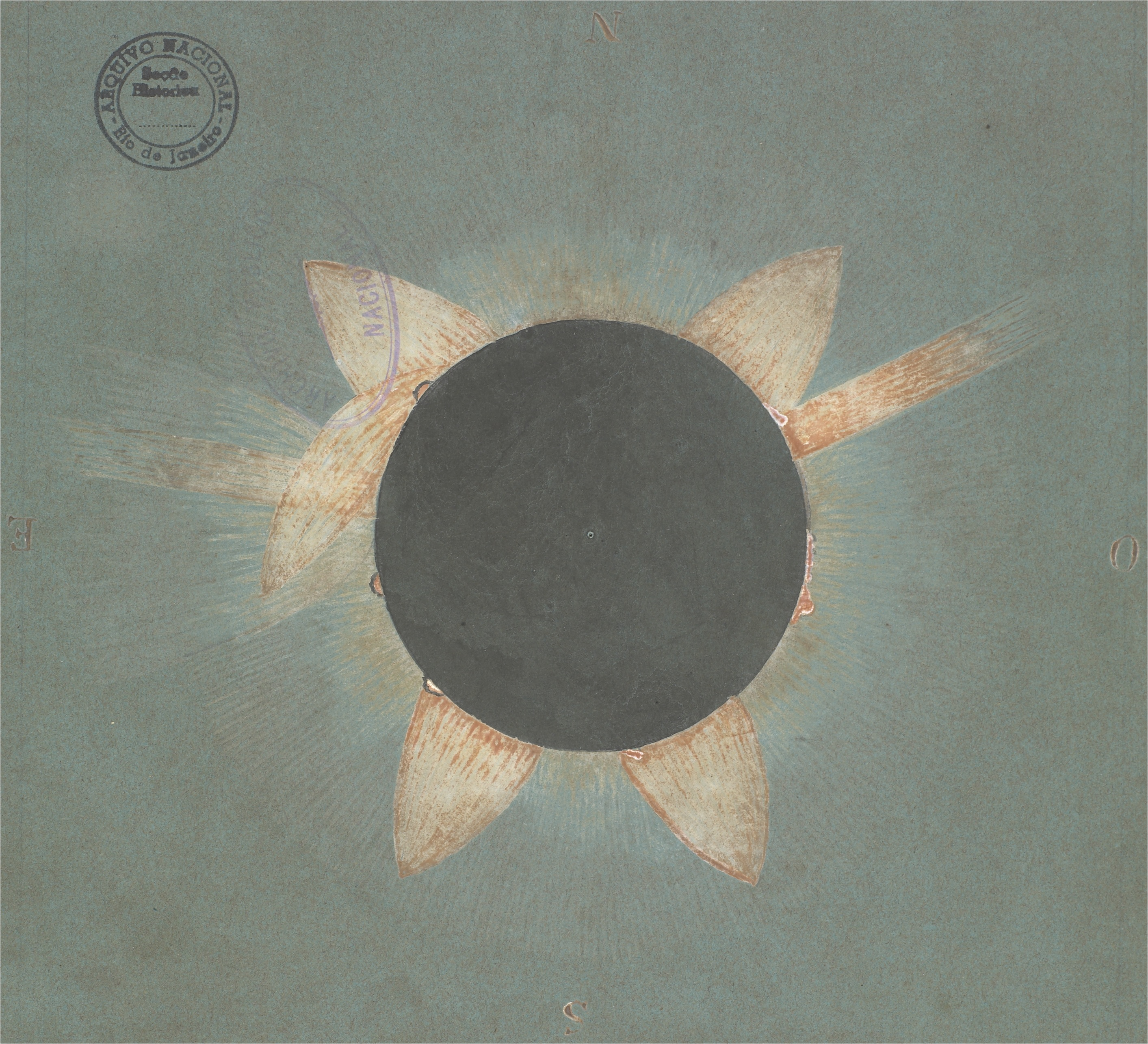
Ilustração do eclipse solar de 7 de setembro de 1858, registrado pela Comissão Astronômica instituída pelo Imperador d. Pedro II e enviada à cidade de Paranaguá, no Paraná, para observar o fenômeno.

A Comissão Astronômica de 1858 foi um grupo de estudiosos que participaram da expedição organizada por D. Pedro II, em 1858, que tinha como objetivo observar e estudar um eclipse total do Sol, na Baía de Paranaguá e inserir o Brasil no cenário astronômico mundial da época. 

## Contexto Histórico
Enquanto na Europa os estudos astronômicos já eram praticados de forma aprofundada e consistente, o Imperial Observatório do Rio de Janeiro sofria com condições precárias e falta de incentivo. O observatório brasileiros estava muito distante do importante e ativo Observatório de Paris.
O Brasil, além disso, era palco de diversos estudos científicos, sendo organizadas expedições por todo seu território em que se estudavam os recursos naturais do país, enquanto isso a astronomia era praticamente ignorada.
D. Pedro II foi um grande incentivador das ciências, principalmente da Astronomia, e por isso viu, em 1858, a oportunidade de inserir o Brasil nos estudos astronômicos da época. Nesse ano, iria ocorrer um eclipse solar total próximo a capital do Império, e foi calculado, que coincidentemente ocorreria no dia 7 de setembro, data de aniversário da Independência do Brasil. Diante do local que ocorreria o eclipse e do simbolismo da data, o momento era propício para a realização de uma grande expedição para observação e estudo científico do acontecimento astronômico.

## História

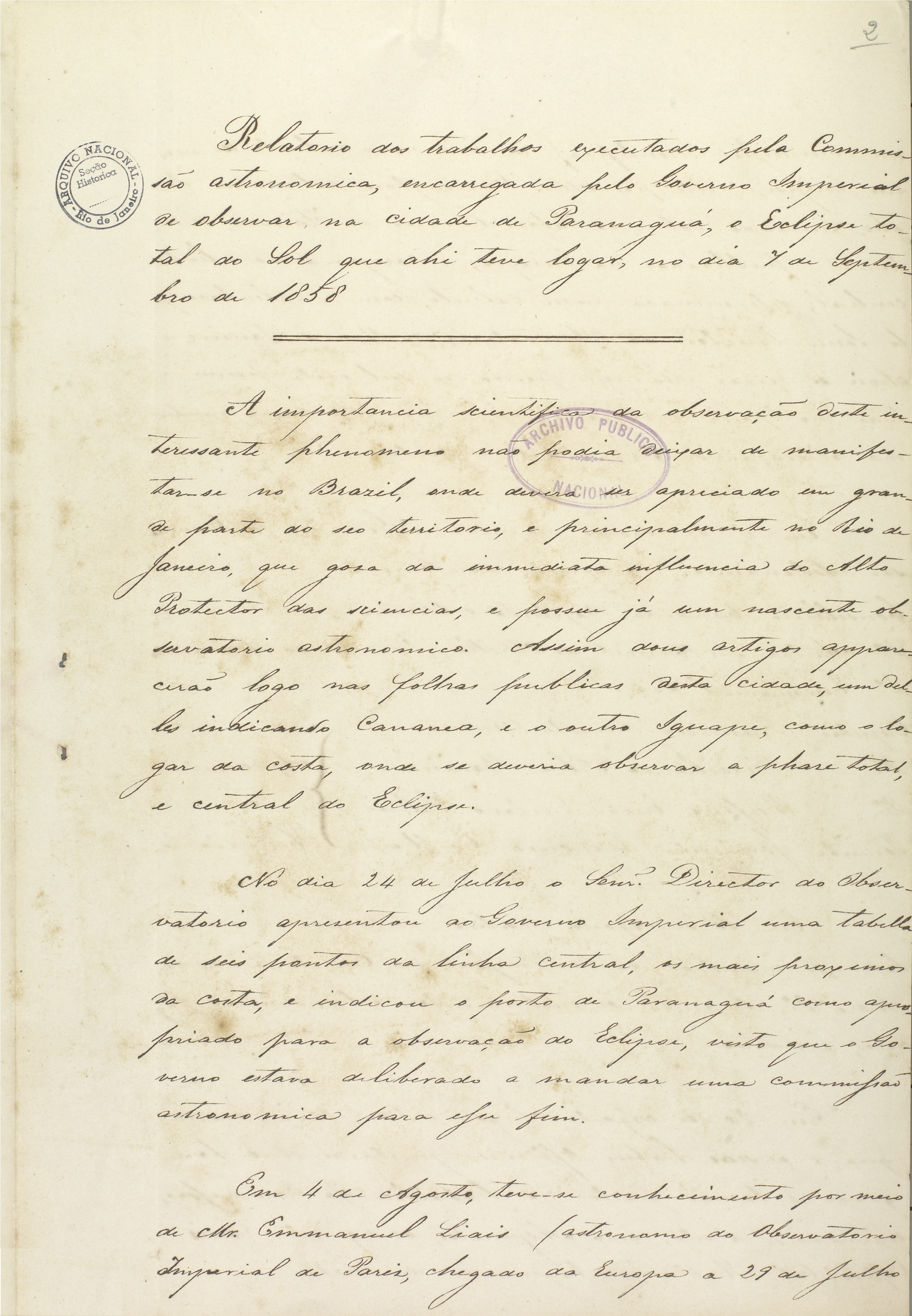
Primeira página do relatório elaborado pela Comissão Astronômica de 1858.

O Governo nomeou a comissão no dia 6 de agosto. Esta contava com: Candido Baptista de Oliveira; Antonio Manuel de Melo; e o principal deles, Dr. Emmanuel Liais. Além de mais quatro oficiais do Exército.
O governo também disponibilizou todo aparato necessário para a expedição, como material para construir abrigos e acomodações, caso necessário, e até mesmo dois navios, a corveta Pedro II e a canhoneira Tietê.

### Linha do Tempo
De acordo com relatório escrito por Candido Baptista de Oliveira a expedição ocorreu nessa linha do tempo:
- 24 de julho - Antonio Manuel de Melo apresentou uma tabela e indicou o porto Paranaguá como o ponto mais indicado para observar o eclipse[1]
- 28 de julho - Emmanuel Liais desembarcou no Brasil[1]
- 4 de agosto -  Liais apresentou novo relatório e o porto de Paranaguá foi confirmado como o destino da expedição[1]
- 6 de agosto - Nomeação da comissão[1]
- 18 de agosto - a expedição partiu rumo à Paranaguá com os equipamentos necessários[1]
- 20 de agosto - chegaram no destino[1]
- 23 de agosto - foram feitas as observações preliminares[1]
- 27 de agosto - comissão foi dividida em três diferentes grupos e realocada em três pontos distintos para a observação[1]
- 4 de setembro - chegam os últimos integrantes da comissão[1]
- 7 de setembro - ocorre o eclipse e sua observação[1]

### Chegada em Paranaguá
A chegada da comissão na cidade de Paranaguá chamou a atenção da população da pequena cidade e os estudiosos foram convidados para festas nos dias anteriores ao eclipse. A comissão visitou essas festas, já que o clima na região era desfavorável para a montagem dos instrumentos e a realização de todos os testes preliminares, por conta das fortes chuvas que aconteciam por lá.
Eles participaram de dois saraus, um no salão da Sociedade Terpsychore e outro no salão da Sociedade Recreio Familiar, além disso, foi organizado um baile comemorativo da Independência do Brasil, financiado com o dinheiro da própria população que levantou 900 mil réis para a realização da grande festa.

### Escolha do local para instalação dos equipamentos
Através de cálculos para identificar a linha central do eclipse foi descoberto que a chácara do médico suíço Carlos Tobias Reichsteiner era o local ideal para montar o observatório. Por conta disso montaram os equipamentos ao longo do jardim da chacará.
Na extremidade oeste do jardim se posicionaram Antonio Manuel de Melo e Cândido Batista de Oliveira, acompanhados dos oficiais brasileiros enquanto na extremidade Leste ficou Emmanuel Liais sozinho.

## Integrantes da comissão

### Emmanuel Liais
Astrônomo belga do Observatório de Paris, chegou ao Brasil por conta própria para observar o eclipse e após sua chegada foi oficialmente chamado para participar da expedição. Foi o principal nome da astronomia mundial que participou da comissão. 
Lias publicou seis artigos científicos, à respeito da expedição, no periódico científico Comptes Rendus, da Academia de Ciências de Paris, um dos periódicos mais prestigiados da época.
A experiência foi tão positiva que Liais permaneceu no país por mais 25 anos e chegou a ser indicado pelo Imperador para ser diretor do Observatório Imperial no Rio de Janeiro.

### Cândido Batista de Oliveira
Era senador, conselheiro do Imperador e estudioso. Ele já havia produzido diversos trabalhos de astronomia, além de ser ex-aluno do famoso astrônomo francês, François Arago.
Produziu o relatório oficial da expedição, contando detalhadamente os trabalhos, a rotina e os eventos anteriores que levaram até o dia do eclipse.

### Antonio Manuel de Melo
Conselheiro do Imperador, coronel do Corpo de Engenheiros e na época era ainda diretor do Imperial Observatório do Rio de Janeiro, importante instituição científica que estava por trás da organização da expedição, junto com o Imperador D. Pedro II.

## Instrumentos utilizados
- Telescópio equatorial[3]
- Cometoscópio[3]
- Sextante[3]
- Teodolito[3]
- Cronômetro[3]
- Telescópio de quatro oculares, e uma delas fotografica[3]
- Polariscópio de Savart[3]

## Fatos marcantes
Durante a observação do eclipse foi usado pela primeira vez a técnica da fotografia para um registro astronômico no Brasil. Foram obtidas quinze placas fotográficas, das quais apenas doze puderam ser aproveitadas. Através das fotografias, Liais conseguiu criar um novo método para medir longitudes.
Os principais objetivos de Emmanuel Lias durante a expedição era observar a coroa, as protuberâncias e as manchas solares. A partir dessa observação, relatou ter identificado, pela primeira vez, que a coroa solar, comumente vista durante os eclipses, é fracamente polarizada. Outro importante feito foi o combate a tese de que as protuberâncias solares eram provocadas pelas manchas solares, este último recebeu até mesmo a aprovação da Academia Francesa de Ciências.